# Resolució 1619 del Consell de Seguretat de les Nacions Unides
La Resolució 1619 del Consell de Seguretat de les Nacions Unides fou adoptada per unanimitat l'11 d'agost de 2005. Després de reafirmar les resolucions anteriors sobre Iraq, en particular les resolucions 1500 (2003), 1546 (2004) i 1557 (2004), el Consell va ampliar el mandat de la Missió d'Assistència de les Nacions Unides a l'Iraq (UNAMI) per un nou període de dotze mesos.
El Consell de Seguretat va reafirmar la sobirania i la integritat territorial de l'Iraq i el paper de les Nacions Unides al país. Va subratllar que la UNAMI hauria d'ajudar al diàleg nacional, que era "crucial per a l'estabilitat i la unitat política de l'Iraq". L'extensió del mandat de la UNAMI per un període de dotze mesos addicionals, el Consell va declarar la seva intenció de revisar el seu mandat si ho sol·licita el govern iraquià.